# Høst
A Høst egy norvég zenekar, mely főleg hard rockot, valamint progresszív rockot játszik. Főleg az 1970-es években voltak aktívak. Legutóbb 2006 decemberében, az oslói Parkszínházban, illetve 2007 nyarán az Oslóban megrendezett Subtacto rockfesztiválon léptek fel.

## Tagjai
- Svein Rønning - gitár
- Lasse Nilsen - gitár
- Knut R. Lie - dob
- Geir Jahren - ének
- Bernt Bodahl - basszus
- Willy Bendiksen - dob
- Fezza Ellingsen - gitár
- Halvdan Nedrejord - orgona

## Lemezeik
- På sterke vinger (1974)
- Hardt mot hardt (1976)
- Extra! Extra! (1977)
- Stille timer (Live, 1988)
- Live & Unreleased (első kiadás: 1994, képlemez: 1996, új kiadás: 2002)

## Külső hivatkozások
- https://web.archive.org/web/20071105072515/http://www.progrock.no/Host.htm